# Wilfried Kirschl
Wilfried Kirschl (Wörgl, 27 april 1930 - Innsbruck, 28 januari 2010) was een Oostenrijks kunstschilder en publicist.
Van 1948 tot 1952 studeerde Kirschl aan de Weense Academie voor Beeldende Kunsten bij Josef Dobrowsky en Herbert Boeckl en in 1957 aan de Académie André Lothe in Parijs. Zijn schilderwerk bestond vooral uit stillevens en landschappen en werd gekenmerkt door het gebruik van pastelkleuren. Als schrijver en kunstpublicist hield Kirschl zich vooral bezig met leven werk van de Tiroolse kunstschilder Albin Egger-Lienz. 
- Bibliothèque nationale de France: cb128052070 (data)
- Gemeinsame Normdatei: 118562495
- International Standard Name Identifier: 0000 0000 2286 5153
- Library of Congress Control Number: n81032152
- Nederlandse Thesaurus van Auteursnamen: 255344929
- RKD-Nederlands Instituut voor Kunstgeschiedenis: 351543
- Système universitaire de documentation: 066941598
- Union List of Artist Names: 500345937
- Virtual International Authority File: 34585647
- WorldCat: E39PBJcR98Yp6BWPCWxXBrDKBP